# Михаэлис, Отто
Отто Михаэлис (нем. Otto Michaelis; 1826—1890) — немецкий экономист и политик.

## Биография
В 1848 г. он стал соредактором «Abendzeitung», а по её прекращении — редактором экономического отдела «Nationalzeitung». Был одним из деятельнейших германских фритредеров и считался авторитетом в вопросах денежного обращения. В 1861 г. был избран в прусскую палату депутатов, в 1867 г. — в северогерманский сейм.
Затем был советником имперской канцелярии, а с 1877 по 1879 г. — директором финансового отдела её; с усилением протекционистского течения в имперской политике Михаэлис, как убежденный, хотя умеренный фритредер, должен был оставить служебную деятельность.
Член-корреспондент Петербургской Академии наук c 13.12.1868 по историко-филологическому отделению (разряд историко-политических наук).

## Труды
- «Das Monopol der Eisenbahnen» (Лпц., 1871; составлена по поручению постоянной депутации 4-го съезда немецких сельских хозяев),
- «Die Haftungspflicht und das natürliche Monopol der Eisenbahnen» (в «Viert. für Volksw.», Б. 1863, т. I),
- «Die österreichische Bankakte» (ib., т. III),
- «Ein Rückfall» (по поводу «Theory of Banking» Маклеода, ib., т. IV);
- «Die Differentialtarife der Eisenhahnen» (ib., 1864, т. I),
- «Zur russischen Valutenfrage» (ib.),
- «Die wirtschaftliche Rolle des Spekulationshandels» (ib., 1864—65),
- «Noten und Depositen» (ib., 1865),
- «Die Eisenbahnen und die Expropriation» (ib., 1806),
- «Die dauernde Frucht der Konjunktu» (ib., 1866).
- Отд. изд. его «Volkswirtschaftliche Schriften» (Б., 1873).